# Xã Greencastle, Quận Putnam, Indiana
Xã Greencastle (tiếng Anh: Greencastle Township) là một xã thuộc quận Putnam, tiểu bang Indiana, Hoa Kỳ. Năm 2010, dân số của xã này là 13.136 người.